# Saber Atual
Saber Atual foi uma coleção de livros lançada pela Difusão Européia do Livro (Difel) a partir de 1954, que seguia o estilo, os temas, títulos e textos da Coleção “Que sais-je?”, editada em Paris pela Presses Universitaires de France (PUF). A coleção expunha, de forma sucinta e estruturada, temas relevantes sobre o conhecimento humano nas mais diversas áreas, sob o olhar e a abordagem de especialistas, numa tentativa de trazer a público e, de certa forma popularizar, a síntese dos principais assuntos da formação cultural do homem. Os objetivos da coleção se prendiam a alguns critérios, tais como a introdução e a síntese sobre o assunto proposto, o olhar histórico para compreender o passado e a análise para a compreensão da atualidade. A Coleção Saber Atual foi publicada até o fim dos anos 70.

## Histórico
Fundada em 1941 por Paul Angoulvent, a coleção original francesa “Que sais-je?” teve mais de 3800 títulos, escritos por mais de 2500 autores, e foi traduzida em 43 línguas. Tinha o formato de bolso e contava com 128 páginas, onde os mais diversos temas que servem de base para a atualidade foram abordados por especialistas, adaptados às exigências da cultura moderna. O título da coleção foi inspirado em uma frase dos Ensaios de Michel de Montaigne sobre a modéstia do conhecimento humano mediante a extensão infinita do objeto do conhecimento, em consonância com a reflexão humanista do Renascimento.
A Difel, com exclusividade dos direitos para a língua portuguesa, publicou a Coleção "Saber Atual", com base nos temas propostos pela “Que sais-je?”, a partir de 1954. Traduziu alguns dos títulos, porém não seguiu a mesma ordem de numeração da coleção original. O primeiro volume foi “O Brasil”, de Pierre Monbeig, e a coleção contou com mais de 160 títulos. As primeiras edições apresentavam na capa um logo semelhante à “Que sais-je?”, porém nas edições posteriores a apresentação foi mudada. Nos anos 60 e início dos 70, era apresentada com uma faixa branca no terço superior, e nos dois terços inferiores da capa era apresentado um desenho relativo ao tema, assinado por Pikito. Eventualmente, a capa tinha outros formatos, geometrizada em quadrados coloridos e pretos sobre um fundo branco.
A coleção era apresentada como “a verdadeira enciclopédia do século XX”, e na apresentação dos livros, consta a proposta da coleção: “Saber Atual realiza progressivamente o inventário da cultura universal. Permite ao interessado reexaminar os seus conhecimentos e revela, em poucas páginas, a quem disto necessita, o que não é mais possível ignorar. Saber Atual põe ao alcance de todos tudo o que é preciso saber sobre tudo”.

## Coleção
- Fonte1:[4].
- Fonte2: Exposição do Livro Brasileiro Contemporâneo, 1960
- Fonte3: Exposicion del Libro Brasileno Contemporâneo, 1959

| Número | Título                                | Autor                             | Observações |
| 1      | O Brasil                              | Pierre Monbeig                    | Tradução de “Le Brésil”, de Dirceu Lino de Mattos. Lançado em 1954, teve 5 edições, a 5ª em 1975. |
| 2      | A Mitologia Grega                     | Pierre Grimal                     | Tradução de “La mythologie grecque” por Yolanda Leite |
| 3      | História da Sociologia                | Gaston Bouthoul                   | Tradução de “Histoire de la sociologie”, por Jacob Guinsburg, lançado em 1954. |
| 4      | História da Educação                  | Rober Gal                         | Tradução de “Histoire de 1'éducatíon”, por Lívio Xavier, lançado em 1954. |
| 5      | A Filosofia Antiga                    | André Cresson (1869-1950)         | Tradução de “La philosophie antique”, por Beatriz Moura, 1955. |
| 6      | Os Métodos Pedagógicos                | Guy Palmade                       | Tradução de “Les méthodes en pédagogie”, por Pérola de Carvalho, 1954. |
| 7      | As Sociedades Secretas                | Serge Hutin                       | Tradução de “Les sociétés secrètes”, por Jacob Guinsburg, 1954. |
| 8      | Os Grandes Mercados do Mundo          | Pierre George                     | Tradução de “Les Grands marchés du monde”, por Dirceu Lino de Mattos e Wanda da Motta Silveira, 1954. |
| 9      | As Raças Humanas                      | Henri Victor Vallois              | Tradução de “Les races humaines”, por Yolanda Leite, 1954. |
| 10     | A Filosofia Francesa                  | André Cresson                     | Tradução de “La philosophie française”, por Pérola de Carvalho, 1955. |
| 11     | História da Música                    | Bernard Champigneulle             | Tradução de “Histoire de la musique”, por Pérola de Carvalho, 1954. |
| 12     | As Doutrinas Econômicas               | Joseph Lajugie                    | Tradução de “Les doctrines économiques”, por Jacob Guinsburg, 1955. |
| 13     | O Petróleo                            | Étienne Dalemont                  | Traduzido do original “Le Pétrole”, da “Que sais-je?”, por Wanda da Motta Siveira, sob a direção do Prof. Dirceu Lino de Mattos. Publicado com apêndice "O petróleo no Brasil" pelo prof. Dirceu Lino de Mattos, 1955. |
| 14     | A Sexualidade                         | Louis Gallien                     | Traduzido de “La sexualité”, por Pierre Santos, 1955. |
| 15     | O Inconsciente                        | Jean Claude Filloux               | Traduzido de “L'inconscient”, por Norma Descaves, 1955. |
| 16     | A Psicologia da Criança               | Paul Césari                       | Tradução de “Psychologie de l'enfant”, da “Que sais-je?”, por Pérola de Carvalho. |
| 17     | A Televisão                           | Pierre Grivet & Pierre Herreng    | Tradução de “La télévision”, com prefácio do general Paul Labat; traduzido sob a orientação do dr. Jacques Lesgards, 1955.                                                                                             |
| 18     | A Produtividade                       | Jean Fourastié                    | Tradução de “La productivité”, 1955. |
| 19     | O Marxismo                            | Henri Lefebvre                    | Tradução de “Le marxisme”, por Jacob Guinsburg, 1955. . |
| 20     | O Existencialismo                     | Paul Foulquié                     | Do original “L'Existentialisme”. Tradução de Jacob Guinsburg. Teve 3 edições, a primeira em 1955, e a última em 1975.                                                                                                  |
| 21     | A Estética                            | Denis Huisman                     | Tradução de "L'esthétique", por Jacob Guinsburg, 1955. |
| 22     | A Propaganda Política                 | Jean Marie Domenach               | Tradução de “La propagande politique”, por Ciro T. de Pádua, 1955. |
| 23     | A Literatura Inglesa                  | René Lalou                        | Tradução de “La littérature anglaise”, por Carlos Ortiz, 1955. |
| 24     | O Espiritismo                         | Yvonne Castellan                  | Tradução de “Le spiritisme”, por Alcântara Silveira, 1955. |
| 25     | A Arte Oratória                       | Jules Senger                      | Tradução de "L'art oratoire", por Carlos Ortiz, 1955. |
| 26     | O Romance Francês Moderno             | René Lalou                        | |
| 27     | O Teatro Francês Moderno              | René Lalou                        | |
| 28     | A Literatura Americana                | Jacques Fernand Cahen             | Tradução de “La littérature américaine”, de Yolanda Steidel de Toledo, 1955. |
| 29     | A Economia Planificada                | Jean Romeuf                       | Tradução de “L'économie planifiée”, por Ciro T. de Pádua, publicado em 1956. |
|        | A Economia Planificada                | Henri Chambre                     | Tradução de “L'économie planifiée”, “Que sais-je?” nº 329, por Alcântara Figueira, em 1967. |
| 30     | As Instituições Religiosas            | Marcel Pacaut                     | Tradução de “Les institutions religieuses”, por Roberto Duprat, 1956. |
| 31     | As Origens da Vida                    | Jules Carles                      | Tradução de “Les origines de la vie”, por Hermilo Borba Filho, 1956. |
| 32     | A Literatura Russa                    | Marcelle Ehrhard                  | 1ª edição 1956, tradução de Jacob Guinsburg. |
| 33     | A Psicanálise                         | Daniel Lagache                    | Tradução de “La psychanalyse”, por Nelson Leon, 1956. |
| 34     | Probabilidade e Certeza               | Felix Edouard Justin Émile Borel  | Tradução de “Probabilité et certitude”, por Gita K. Ghinzberg, 1956. |
| 35     | O Surrealismo                         | Yves Duplessis                    | Tradução de “Le surréalisme”, por Pierre Santos, 1956. |
| 36     | A Álgebra Moderna                     | Michel Queysanne & André Delachet | Tradução de “L'algèbre moderne”, por Gita K. Ghinzberg, 1956. |
| 37     | A Literatura Alemã                    | Joseph-François Angelloz          | Tradução de “La littérature allemande”, por Carlos Ortiz, 1956. |
| 38     | Cálculo Diferencial e Integral        | André Delachet                    | Tradução de “Calcul différentiel et intégral”, por Gita K. Ghinzberg, 1956. |
| 39     | A Ioga                                | Paul Masson - Oursel              | Tradução de “Le yoga”, por Pérola de Carvalho, 1956. |
| 40     | A Literatura Comparada                | Marius François Guyard            | Tradução de “La littérature comparée”, por Mary Amazonas Leite de Barros, com prefácio de Jean-Marie Carré, 1956. |
| 41     | A Grafologia                          | Herbert Hertz                     | Tradução de Yolanda de Toledo, 1ª edição em 1959. |
| 42     | História das Lendas                   | Jean-Pierre Bayard                | Tradução de “Histoire des légendes”, por Jeanne Marillier, 1957. |
| 43     | A Magia                               | Jérome Antoine Rony               | Tradução de “La magie”, por Jacob Guinsburg, 1957. |
| 44     | A Imprensa no Mundo                   | Pierre Denoyer                    | Tradução de “La presse dans le monde”, por Raul Lima, 1957. |
| 45     | A Vida Pré-histórica                  | Raymond Lantier                   | Tradução de “La vie pre-historique”, por Mary Amazonas Leite de Barros. |
| 46     | Os Sistemas Econômicos                | Joseph Lajugie                    | Tradução de “Les systemes economiques”, por Geraldo Gerson de Souza. |
| 47     | Matéria, Eletricidade e Energia       | A. Boutaric                       | Tradução de Gita K. Ghinzberg, 1958. |
| 48     | As Grandes Religiões                  | Emmanuel Aegerter                 | Tradução de “Les grandes religions”, por Yolanda Leite, 1957. |
| 49     | A Linguagem e o Pensamento            | Paul Chauchard                    | Tradução de “Le language et la pensée”, por Carlos Ortiz, 1957. |
| 50     | A Opinião Pública                     | Alfred Sauvy                      | Tradução de “L'opinion publique”, do “Que sais-je?” nº 701. |
| 51     | O Universo                            | Paul Couderc                      | Tradução por F. P. Camargo, 1959. |
| 52     | Os Satélites Artificiais              | Charles Noel Martin               | 1959 |
| 53     | A Memória                             | Jean-Claude Filloux               | Tradução de Pérola de Carvalho e Gerson Souza, 1959. |
| 54     | Os Árabes                             | Vincent Monteil                   | Tradução de “Les Arabes”, por Nellie Chagas, 1959. |
| 55     | A Homeopatia                          | Pierre Vannier                    | Tradução de “L'homeopathie”, 1960 |
| 56     | História da Psicologia                | Maurice Reuchlin                  | Tradução de “Histoire de la psychologie”, por Bento Prado Junior. |
| 57     | A Geologia                            | André Cailleux                    | Tradução de “La geologie”, por Evaristo Ribeiro Filho, 1961. |
| 58     | A Personalidade                       | Jean Claude Filloux               | |
| 59     | As Pedras Preciosas                   | Nicolas & Andrée Metta            | Tradução de “Les Pierres Précieuses”, por Emmanuel de la Morinière, 1960. |
| 60     | A Puericultura                        | Marcel Lelong                     | Tradução de “La puériculture”, por Clovis da Silva Bojikian,1960. Do original “Que sais-je?”, nº 740. |
| 61     | A Vida Sexual                         | Paul Chauchard                    | 1960 |
| 62     | Os Países Subdesenvolvidos            | Yves Lacoste                      | Tradução de “Les pays sous-developpes”, por Diva Benevides Pinho. Teve mais de 15 edições pela Difel, e posteriormente foi editado pela editora Bertrand Brasil.                                                       |
| 63     | História da U.R.S.S.                  | Jean Bruhat                       | |
| 64     | História dos Estados Unidos           | René Rémond                       | |
| 65     | A Armênia                             | Jean-Pierre Alem                  | |
| 66     | A Batalha pela Energia                | Henry Peyret                      | |
| 67     | A Trigonometria                       | Robert Campbell                   | |
| 68     | A Razão                               | Gilles-Gaston Granger             | |
| 69     | O Capitalismo                         | François Perroux                  | |
| 70     | Os Regimes Políticos                  | Maurice Duverger                  | |
| 71     | A Pesquisa Científica                 | Vladimir Kourganoff               | |
| 72     | As Estradas                           | Jeanne Berthomier                 | Tradução de E. Jacy Monteiro. |
| 73     | As Vitaminas                          | Suzanne Gallot                    | |
| 74     | Matéria e Antimatéria                 | Maurice Duquesne                  | |
| 75     | Os Técnicos e o Poder                 | Jacques Billy                     | |
| 76     | Geometria Contemporânea               | André Delachet                    | |
| 77     | A Petroquímica no Mundo               | Raymond Guglielmo                 | |
| 78     | Os Desertos                           | Jean Pouquet                      | |
| 79     | Os Ordenadores Eletrônicos            | Rouquerol & Demarne               | |
| 80     | Os Portos Marítimos                   | Pierre Célérier                   | |
| 81     | Por Que Trabalhamos                   | Jean Fourastié                    | |
| 82     | A Geografia Industrial do Mundo       | Pierre George                     | Tradução do original “Géographie Industrielle du Monde” por Cecília Assumpção. |
| 83     | O Pan-Africanismo                     | Phillippe Decraene                | |
| 84     | Os Hormônios                          | Pierre Rey                        | |
| 85     | História do Judaísmo                  | Andre Chouraqui                   | |
| 86     | A Topografia                          | Pierre Merlin                     | |
| 87     | Os Processos Modernos de Construção   | Maurice E. Barbier                | |
| 88     | As Estradas de Ferro                  | Pierre Devaux                     | Tradução de “Les Chemins de fer”. |
| 89     | As Radiações Nucleares                | Marc Lefort                       | |
| 90     | As Relações Públicas                  | Jean Chaumely & Denis Huisman     | |
| 91     | A Informação                          | Fernand Terrou                    | |
| 92     | História da América Latina            | Pierre Chaunu                     | |
| 93     | A Ciência Política                    | Marcel Prélot                     | |
| 94     | Sociologia do Direito                 | Henri Lévy-Bruhl                  | |
| 95     | História das Ideias na França         | Roger Daval                       | |
| 96     | Técnica do Teatro                     | Phillippe Van Tieghem             | |
| 97     | A Guerra                              | Gaston Bouthoul                   | |
| 98     | A Psicologia Aplicada                 | Rene Binois                       | |
| 99     | História do Ballet                    | Pierre Michaut                    | |
| 100    | O Impressionismo                      | M. Sérullax.                      | Tradução do original “L'impressionnisme”, por José Carlos Bruni, 1965 |
| 101    | A Empresa na Vida Econômica           | Jean Romeuf                       | Tradução de “L’Enterprise Dans La Vie Economique”, por Norberto Silveira. |
| 102    | As Civilizações Pré-Colombianas       | Henri Lehmann                     | |
| 103    | As Terapêuticas Modernas              | André Galli & Robert Leluc        | |
| 104    | A Estatística                         | André Vessereau                   | |
| 105    | Geografia do Consumo                  | Pierre George                     | Tradução de “Geographie de la consommation” por Djalma Forjaz Neto. |
| 106    | A Economia Mista                      | Alain Chazel & Hubert Poyet       | |
| 107    | A Cibernética                         | Louis Couffignal                  | |
| 108    | O Controle dos Materiais              | Michel Jeantet                    | |
| 109    | Conjuntura e Previsão Econômicas      | Alfred Sauvy                      | Tradução de “Conjoncture et prevision economiques”, por Geraldo Gerson de Souza. |
| 110    | As Cruzadas                           | René Grousset                     | |
| 111    | A Psicologia Econômica                | Pierre Louis Reynaud              | |
| 112    | Os Escritores Franceses da Atualidade | Pierre de Boisdeffre              | |
| 113    | Livre-Troca e Protecionismo           | Robert Schnerb                    | |
| 114    | As Atitudes Políticas                 | Jean Meynaud & Alain Lancelot     | |
| 115    | A Célula Viva                         | Henri Firket                      | |
| 116    | O Mercado Comum                       | Jean-François Deniau              | Tradução de "Le Marché commun". |
| 117    | A Perspectiva                         | Rene Taton & Albert Flocon        | Traduzido do original “La perspective”, da “Que sais-je?”. |
| 118    | A Filosofia do Direito                | Henry Batiffol                    | |
| 119    | A Estética Industrial                 | Denis Huisman & Georges Patrix    | |
| 120    | A Análise Matemática                  | André Delachet                    | |
| 121    | A Fenomenologia                       | Jean-François Lyotard             | |
| 122    | Os Métodos em Psicologia              | Maurice Reuchlin                  | 1ª edição em 1971 |
| 123    | Geografia da América do Sul           | Michel Rochefort                  | |
| 124    | A Psicologia Social                   | Jean Maisonneuve                  | |
| 125    | A Organização Científica do Trabalho  | Jean Paul Palewski                | |
| 126    | A Moeda e seus Mecanismos             | Pierre Berger                     | |
| 127    | A Promoção Social                     | Guy Thuillier                     | |
| 128    | O Crescimento Econômico               | Pierre Maillet                    | |
| 129    | Sociologia da Política                | Gaston Bouthoul                   | |
| 130    | A Saúde Mental                        | François Cloutier                 | |
| 131    | Os Estudos de Mercado                 | Fernand Bouquerel                 | |
| 132    | Geografia Social do Mundo             | Pierre George                     | Trad. de F. S. Fonseca. |
| 133    | A Lingüística                         | Jean Perrot                       | |
| 134    | O Esoterismo                          | Luc Benoist                       | Tradução do original “L’ésotérisme”, nº 1031 da “Que sais-je?”. Tradução de Fernando G. Galvão, 1969. |
| 135    | As Sociedades Comerciais              | Paul Didier                       | |
| 136    | A Psicologia Experimental             | Paul Fraisse                      | |
| 137    | A Inquisição                          | Guy Testas & Jean Testas          | |
| 138    | O Alcorão                             | Régis Blachère                    | |
| 139    | O Direito do Trabalho                 | Michel Despax                     | |
| 140    | Os Filósofos Franceses da Atualidade  | Pierre Trotignon                  | |
| 141    | A Maçonaria                           | Paul Naudon                       | |
| 142    | Geografia da França                   | René Clozier                      | |
| 143    | Geografia da População                | Pierre George                     | Tradução de “Geographie de la population”, por Miguel Urbano Rodrigues. |
| 144    | O Estruturalismo                      | Jean Piaget                       | |
| 145    | O Êxito Social                        | Alain Girard                      | |
| 146    | Os Preços                             | Louis Franck                      | |
| 147    | Geografia da U.R.S.S.                 | Pierre George                     | Tradução de “Geographie de L'U.R.S.S.”, por Maria Elisa Mascarenhas. |
| 148    | A Cabala                              | Henri Sérouya                     | |
| 149    | Sociologia das Revoluções             | André Decouflé                    | |
| 150    | A Egiptologia                         | Serge Sauneron                    | |
| 151    | Os Métodos da Geografia               | Pierre George                     | |
| 152    | Os Astecas                            | Jacques Soustelle                 | Tradução do original “Les Aztèques”, nº 1391 da “Que sais-je?”. Tradução de Luiz Carlos Roque da Silva, 1972. |
| 153    | O Espaço Geográfico                   | Olivier Dollfus                   | |
| 154    | História do Protestantismo            | Jean Boisset                      | |
| 155    | Geografia das Paisagens               | Gabriel Rougerie                  | |
| 156    | Geografia Agrícola do Mundo           | Pierre George.                    | Tradução do original “Geographie agricole du monde”, nº 212 da “Que sais-je?”. Tradução de Octavio Mendes Cajado, 1972.                                                                                                |
| 157    | A Semântica                           | Pierre Guiraud                    | |
| 158    | O Meio-Ambiente                       | Pierre George                     | Tradução de “L'envionnement”, 1973. |
| 159    | A Análise Geográfica                  | Olivier Dolfuss                   | Tradução de “L'analyse géographique”, 1973. |
| 160    | Os Espaços Econômicos                 | Jacques-R. Boudeville             | Tradução de “Les espaces économiques”, 1973. |
| 161    | A Sociologia Industrial               | Bernard Mottez                    | Tradução de “La sociologie industrielle”, por Octávio Mendes Cajado, 1973. |
| 162    | História do Brasil                    | Frédéric Mauro                    | Tradução de ”Histoire du Brésil”, 1974. |
| 163    | A Revolução Francesa                  | Albert Soboul                     | Tradução de "La Révolution Française", nº 142 da "Que sais-je?", tradução de Rolando Roque da Silva. |
| 164    | O Antigo Egito                        | Jean Vercoutter                   | Tradução de “L'Egypte ancienne”, 1974 |
| 165    | Os Incas                              | Henri Favre                       | Tradução de “Les Incas”, por Carmen de Sousa Castro Amaral e Carmen Olivia de Castro Amaral |
| 166    | Os Complexos                          | Roger Mucchielli                  | Tradução de “Les Complexes”, por J. Kosinski de Cavalcanti, 1977. |
| 167    | História das doutrinas militares      | Fernand Marie Thiebaut Schneider  | 1975 |
| 168    | O Socialismo Reformista               | Georges Lefranc                   | Tradução de “Le socialisme reformiste”, por Maria Teresa Ramos, 1974. |